# ريتشارد غوت
ريتشارد غوت (بالإنجليزية: Richard Gott)‏ هو مؤرخ وصحفي بريطاني، ولد في 28 أكتوبر 1938 في أكسفوردشير في المملكة المتحدة.